# 狼厅 (小说)
《狼廳》（英語：Wolf Hall）是英國小說家希拉里·曼特尔的作品，2009年出版。曾獲2008年布克獎、2009年全美書評人小說類大獎、2010年華特．史考特歷史小說獎。《血季》（Bring Up the Bodies）為其續集，2012年出版。2019年，英國衛報評選21世紀將近20年的百大好書，由狼廳拿下第一。2020年，第三部《镜与光》出版。
小说得名于西摩家族在英格兰西南部威尔特郡布尔贝奇的庄园狼厅（Wulfhall）。

## 內容
描述英國國王亨利八世與其寵臣托马斯·克伦威尔、安·博林之間的恩怨情仇。

## 人物
- 亨利八世
- 瑪麗一世 (英格蘭)
- 托馬斯·博林，第一代威爾特郡伯爵
- 安博林
- 珍·西摩
- 第三代诺福克公爵托马斯·霍华德
- 托马斯·克伦威尔，第一代埃塞克斯伯爵

## 資料
- Wolf Hall iPhone App
- Hilary Mantel on Wolf Hall （页面存档备份，存于）, interview by Man Booker.
- Wolf Hall （页面存档备份，存于） at complete review, an aggregation of reviews from papers and magazines.
- (Video) Hilary Mantel on Wolf Hall （页面存档备份，存于）, The Guardian
- Rubin, Martin. . Wall Street Journal. 2009-10-10  [13 October 2009]. （原始内容存档于2013-05-18）.